# Preußens Gloria
Preußens Gloria («Слава Пруссии») — самый популярный из маршей Иоганна Пифке и один из самых известных, а возможно и самый известный немецкий военный марш.

## История
Произведение было написано в 1871 году, в конце франко-прусской войны, в честь победы Пруссии и объединения Германии. Марш был впервые исполнен во Франкфурте-на-Одере во время торжественного парада Лейб-гренадерного «короля Фридриха Вильгельма III» полка, вернувшегося с фронта. Именно в этом полку в то время Пифке служил капельмейстером.
Долгое время «Preußens Gloria» оставался исключительно гарнизонным маршем, ноты впервые были опубликованы в печати только в 1898 году. Широкую известность композиция получила после её аранжировки в 1909 году Теодором Гравертом. Он же включил «PG» в официальный сборник немецких военных маршей (AM II, 240). Во времена гроссадмирала Генриха Прусского произведение стало очень популярным на флоте и считалось маршем Кайзерлихмарине, звучало на разных аренах военных действий во время Первой мировой войны.
Видное место среди ведущих германских маршей «Preußens Gloria» окончательно занял после восстановления армии Германии во времена Третьего Рейха. Эта композиция с ярко выраженной строевой основной и промежуточной торжественно-фанфарной частями постоянно сопровождала нацистские парады и марши.
На начало XXI в., «Слава Пруссии» является, вероятно, самым популярным традиционным военным маршем Бундесвера. За более чем сто лет произведение получило несколько аранжировок — для военно-парадного, оркестрового, церемониального исполнения и т. д. Марш часто исполняется на публичных мероприятиях, особенно во время государственных визитов, и среди прочего является официальным маршем Учебного центра Люфтваффе.